# El Sauzal
El Sauzal es un municipio perteneciente a la provincia de Santa Cruz de Tenerife, en la isla de Tenerife.
La capital municipal se encuentra en el casco de El Sauzal, situado a 322 m s. n. m.

## Toponimia
El municipio recibe su nombre de su capital municipal, que a su vez se debe a la gran cantidad de sauces Salix canariensis que existían en la zona.

## Símbolos

### Escudo
El escudo municipal fue aprobado el 21 de octubre de 1960, y está representado por un primer cuartel en campo azur con las dos llaves de San Pedro, una en oro y otra en plata puestas en aspa y unidas por una estola de plata con adornos de oro. Y un segundo cuartel en campo plata donde destaca un sauce en sinople. Al timple, Corona Real abierta.

### Bandera
La bandera fue aprobada el 22 de febrero de 2000.

## Geografía
Está situado en el nordeste de la isla, limitando con los municipios de Tacoronte, El Rosario, Candelaria y La Matanza de Acentejo. 
El municipio cuenta con una superficie de 18,31 km², ocupando el 29.º puesto de la isla y el 50.º de la provincia.
El trazado de la Autopista del Norte divide El Sauzal en dos partes bien diferenciadas: Ravelo, situada entre la autopista y la cumbre central de la isla; y El Casco, entre la autopista y el mar.
Luis Yuste describió El Sauzal de esta manera: 

"Mirador. Atalaya. Balcón sobre el mar. La mirada se pierde en el infinito o se recrea en la policromía del paisaje que nos circunda o del que, como un gigantesco mapa en relieve, se ofrece a nuestra contemplación. Es la obra de la naturaleza contemplada por manos del hombre, ayudada, mejorada, si cabe, por el esfuerzo y el amor de sus habitantes, de los hombres y mujeres que, a través de las generaciones, han hecho de El Sauzal ese bellísimo vergel del nos cuesta trabajo arrancarnos.

El sauzal es también acantilado que desde los altos se descuelga hasta las orillas del mar, es lugar de gratísima peregrinación en busca del buen vino o del sabroso y fresco pescado"

### Orografía
La topografía es accidentada con pendientes más o menos pronunciadas según los sectores, que bajan desde los 1.507 metros de la elevación conocida como Cabeza de Toro, cota máxima del municipio, hasta el nivel del mar. A medida que se desciende en altitud discurren media docena de barrancos que surcan el municipio en dirección sudeste-nordeste dejando entre ellos espacios llanos dotados de suelos fértiles, sobre todo entre la autopista y la cota 1000. En la zona de La Baranda se halla una pendiente más pronunciada que en la mayor parte de la zona media.
El Sauzal se puede dividir en tres sectores:
- Costero. Se extiende desde el nivel del mar hasta los 200-300 metros. Es una costa acantilada que se extiende a lo largo de 6,68 kilómetros, alcanzando los 300 m s. n. m. en su mitad oriental, la que corresponde con el acantilado de La Garañona. A sus pies se extiende una extensa playa que en parte queda sumergida durante la pleamar o cuando hay marejada.

- Central. El acantilado se retira hacia el interior dejando una pequeña plataforma a modo de isla baja, en la que destaca la pequeña península de la punta del Puertito. En la parte occidental va menguando la plataforma costera y vuelve a tornarse acantilado en la zona de Rojas, pero reduciendo hasta los 200 metros su altitud. El sector central o de medianías abarca el espacio comprendido entre el límite del acantilado costero y la costa 950-1.000, donde comienza el sector forestal. Esta franja presenta dos zonas.

- Zona baja. Entre la autopista y el acantilado costero, donde se encuentra la mayor parte de los núcleos urbanos. Conserva restos de explotaciones agrícolas con cultivos subtropicales, hortofrutícolas y algunos viñedos y áreas roturadas o abandonadas, ocupadas por vegetación serial de sustitución.

- Zona media. Comprendida entre la autopista y la zona forestal, presenta la mayor superficie agrícola, ocupada preferentemente por viñedos entre los que se intercalan, en menor proporción, otros cultivos, especialmente papas. Incluye algún asentamiento rural entre los que destaca Ravelo.

- Forestal. A partir de los 900-1.000 m s. n. m. Se extiende hacia el sur hasta el fin del término municipal. En esta zona se localiza el depósito de agua municipal, la zona recreativa de Las Calderetas y el sector antropizado de Las Lagunetas.

### Hidrografía
El Sauzal se encuentra atravesado por numerosos barrancos, siendo los de mayor entidad el Barranco Cordobés o de la Negra, el barranco de las Mejías, el de Cabrera —límite con La Matanza de Acentejo—, Barranco Chico y el barranco de la Gorbalana o Gorgolana —límite con Tacoronte—. Otros cauces importantes son la barranquera de la Breña, la hoya de las Limeras, la barranquera de los Lavaderos, el barranco Guirriel y el barranco de San Nicolás.

### Clima
Las características climáticas son las propias de la vertiente norte de Tenerife, recibiendo la húmeda presencia de los vientos alisios en las medianías. En contraste, el espacio inferior, que queda al margen de su influencia, presenta unas características de mayor aridez.
| Parámetros climáticos promedio de El Sauzal (1982-2012) | Parámetros climáticos promedio de El Sauzal (1982-2012) | Parámetros climáticos promedio de El Sauzal (1982-2012) | Parámetros climáticos promedio de El Sauzal (1982-2012) | Parámetros climáticos promedio de El Sauzal (1982-2012) | Parámetros climáticos promedio de El Sauzal (1982-2012) | Parámetros climáticos promedio de El Sauzal (1982-2012) | Parámetros climáticos promedio de El Sauzal (1982-2012) | Parámetros climáticos promedio de El Sauzal (1982-2012) | Parámetros climáticos promedio de El Sauzal (1982-2012) | Parámetros climáticos promedio de El Sauzal (1982-2012) | Parámetros climáticos promedio de El Sauzal (1982-2012) | Parámetros climáticos promedio de El Sauzal (1982-2012) | Parámetros climáticos promedio de El Sauzal (1982-2012) |
| Mes                                                     | Ene.                                                    | Feb.                                                    | Mar.                                                    | Abr.                                                    | May.                                                    | Jun.                                                    | Jul.                                                    | Ago.                                                    | Sep.                                                    | Oct.                                                    | Nov.                                                    | Dic.                                                    | Anual                                                   |
| ------------------------------------------------------- | ------------------------------------------------------- | ------------------------------------------------------- | ------------------------------------------------------- | ------------------------------------------------------- | ------------------------------------------------------- | ------------------------------------------------------- | ------------------------------------------------------- | ------------------------------------------------------- | ------------------------------------------------------- | ------------------------------------------------------- | ------------------------------------------------------- | ------------------------------------------------------- | ------------------------------------------------------- |
| Temp. máx. media (°C)                                   | 16.5                                                    | 16.8                                                    | 18.1                                                    | 18.7                                                    | 19.9                                                    | 21.9                                                    | 24.4                                                    | 25.6                                                    | 24.3                                                    | 22.8                                                    | 19.6                                                    | 17.5                                                    | 20.5                                                    |
| Temp. media (°C)                                        | 13.4                                                    | 13.7                                                    | 14.6                                                    | 15.1                                                    | 16.3                                                    | 18.2                                                    | 20.4                                                    | 21.2                                                    | 20.6                                                    | 19.2                                                    | 16.6                                                    | 14.4                                                    | 17                                                      |
| Temp. mín. media (°C)                                   | 10.4                                                    | 10.7                                                    | 11.2                                                    | 11.6                                                    | 12.7                                                    | 14.5                                                    | 16.4                                                    | 16.9                                                    | 17.0                                                    | 15.6                                                    | 13.6                                                    | 11.4                                                    | 13.5                                                    |
| Precipitación total (mm)                                | 75                                                      | 58                                                      | 57                                                      | 31                                                      | 16                                                      | 7                                                       | 2                                                       | 3                                                       | 11                                                      | 49                                                      | 92                                                      | 96                                                      | 497                                                     |
| Fuente: Climate-data.org                                |                                                         |                                                         |                                                         |                                                         |                                                         |                                                         |                                                         |                                                         |                                                         |                                                         |                                                         |                                                         |                                                         |

### Flora y vegetación
La vegetación de El Sauzal se encuentra bastante alterada, correspondiéndose en su mayoría con vegetación de sustitución. En la costa se conserva en buen estado el matorral de tomillo marino Frankenia ericifolia y lechuga de mar Astydamia latifolia típico de las costas rocosas canarias, con algunos enclaves de tabaibal-cardonal. Las zonas medias y bajas, las más antropizadas, se hallan cubiertas de matorrales de incienso Artemisia thuscula y vinagrera Rumex lunaria, así como de espineros Rhamnus crenulata y granadillos Hypericum canariense, zarzales de Rubus ulmifolius y cañaverales de Arundo donax. En la zona de Lomo Guirriel se mantiene un pequeño palmeral de palmera canaria Phoenix canariensis. Las cumbres del municipio están cubiertas en su mayor parte de fayal-brezal, que en algunos puntos desciende hasta cerca del núcleo urbano, y plantaciones de pino insigne Pinus radiata y de castaños Castanea sativa.
En el municipio se encuentran cuatro de los árboles monumentales de la isla.

### Espacios protegidos
El Sauzal cuenta con parte de los espacios naturales catalogados como Paisajes Protegidos de Las Lagunetas y Costa de Acentejo, un enclave donde se refugian numerosas aves marinas y de interés botánico dados los endemismos que conserva, como el escaso pico de paloma Lotus maculatus. La superficie del primero de estos espacios también está declarada como Zona Especial de Conservación y Zona de Especial Protección para las Aves, y forma constituye además el monte de utilidad pública «El Sauzal».

## Historia

### Etapa guanche: antes del sigloxv
El territorio en el que se asienta El Sauzal fue habitado por los guanches, perteneciendo al reino o menceyato de Tacoronte. Las zonas costeras fueron los lugares escogidos para sus asentamientos, como lo demuestran las doce cuevas de habitación halladas por los arqueólogos en la zona del Risco de los Ángeles, en Las Breñas.
El territorio contaba con abundantes pastos verdes para el ganado caprino, muchos manantiales y con un clima templado en invierno y suave en verano.

### Conquista y colonización europeas: siglosxvyxvi

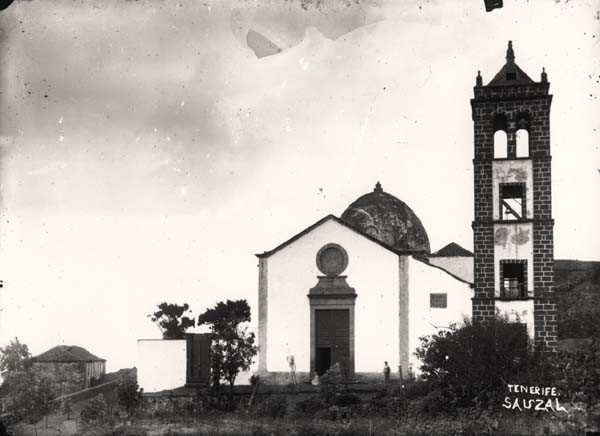
Iglesia de San Pedro Apóstol a finales del

La primera familia de la que se tiene noticia que vivió en el municipio fue la de Alonso Bello, embajador extraordinario del Rey de Portugal que procedía de la isla de Madeira. Fue el fundador de la ermita en 1505 bajo la advocación de Nuestra Señora de los Ángeles. Un hermano suyo, Sebastián Bello, fue el primer párroco del municipio en el año 1517, fecha en la que se forman los nuevos beneficios, convirtiéndose San Pedro de El Sauzal en uno de los más importantes.
En 1507, el rico hacendado Francisco Jiménez le arrienda a Afonso Bello y Gonzalo Paéz toda la tierra que puedan cultivar, yuntas y treinta fanegas de trigo. Al mismo, tiempo los vecinos de la zona firman un pacto ante el escribano Ruiz de Berlanga, por el que se comprometen a la plantación de veinte mil sarmientos, diez mil el año 1507 e igual cantidad al siguiente en terrenos del litoral. Lope de Fuentes, otro hacendado, recibió de Alonso Fernández de Lugo la zona de los altos de Ravelo —«una fanega de tierra de riego de sembradura en el Sauzal con una fuente que en ella tiene»—. Este hacendado va a tener como vecinos lindantes a Pedro de Vergara, primer alcalde mayor de la isla, que le compró la parcela al gallego Alonso Hernández y a Ana Jiménez. Otros pobladores se dedicaron a la explotación forestal.
También se asentaron numerosos portugueses como Alonso Rodríguez, Pedro de Oporto y otros ya que aparecen en documentos mercantiles, algunos de ellos dedicados a la explotación del negocio del vino. El Adelantado y su familia también reservaron tierra en el lugar como queda reflejado en el documento por el que Hernando de Lugo arrienda a Juan Yanes una parcela para cultivar melones, cebollas y hortalizas.
Dedicados al comercio en la comarca aparecen numerosas personas de diversos orígenes como: judíos huidos de la península, italianos, catalanes y flamencos que castellanizaron sus apellidos para iniciar en las nuevas tierras sus planes de futuro. Algunos de ellos fueron Antonio Jorba, Jorge Rodrigues, Francisco Díaz, Roberto Espachaforte, Esteban Justiciano, Luis de Burgos y Jerónimo Joven. Como resumen podemos decir que los orígenes de los primeros pobladores del Sauzal fueron las regiones españolas y de la parte occidental de Europa.

### Antiguo Régimen: siglosxviiyxviii

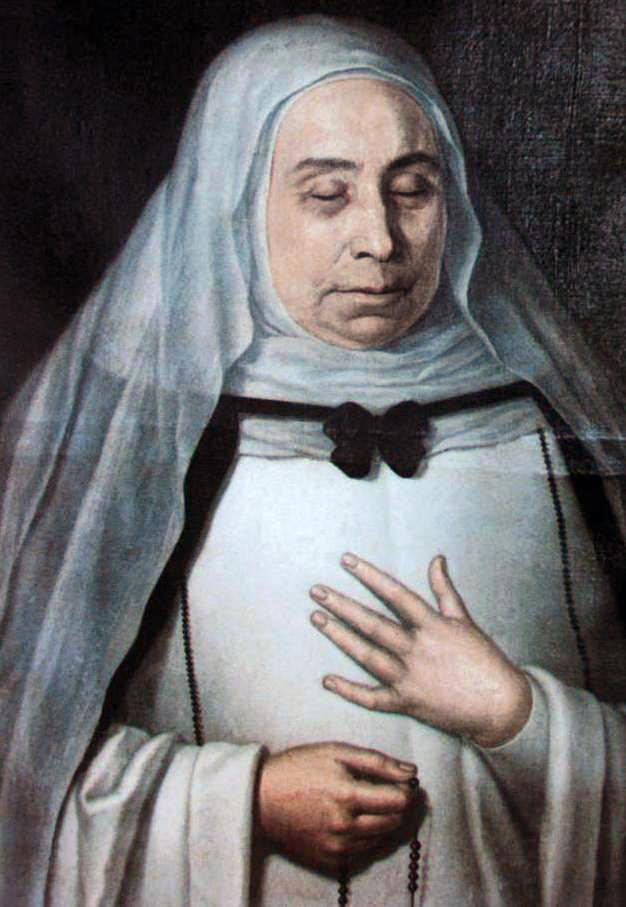
La Siervita de Dios María de León Bello y Delgado nacida en este municipio, es uno de los símbolos de El Sauzal

En 1643 nace en este municipio la siervita de Dios María de León Bello y Delgado, uno de los símbolos de El Sauzal. Dicha religiosa protagonizó a lo largo de su vida multitud de hechos milagrosos y su cuerpo incorrupto se conserva en el Convento de Santa Catalina de Siena de la ciudad de San Cristóbal de La Laguna, lugar donde adoptó los hábitos y vivió una vida de abstinencia y oración. Se halla en proceso de beatificación y goza de mucha devoción en toda Canarias.
En el año 1721 desembarcaron por el Puertito procedentes de La Palma unas 600 personas huyendo de las penurias que atravesaba su isla. Algunos de ellos hicieron de El Sauzal su lugar de residencia.
En 1768 se constituye el primer «ayuntamiento» de El Sauzal merced a las reformas del rey Carlos III, que crea los cargos públicos de síndico personero, diputado del común y fiel de fechos para los lugares que contaran con alcalde real, siendo elegidos por los propios vecinos mediante sufragio censitario.
El historiador tinerfeño José de Viera y Clavijo describe el lugar a finales del siglo xviii de la siguiente manera:

SAUZAL. Está a media legua de Tacoronte. Es pueblo en parte arruado; muchas viñas y aguas, excelente temperie y unas bellas vistas al mar, con un surgidero para embarcar a la parte baja de la costa. Iglesia antigua de tres naves, con un cura beneficiado, provisión del rey, y 775 personas de feligresía, algunas en el pago del Moral y otras haciendas. Tiene tres ermitas.
José de Viera y Clavijo, 1772-1773.

### Etapa moderna: siglosxixyxx
En 1812 El Sauzal se convierte en municipio independiente sobre la base de la nueva organización municipal surgida de la Constitución de Cádiz, consolidándose como tal a partir de 1836 cuando se le dota de poder económico.
Pascual Madoz, en su Diccionario, dice de El Sauzal a mediados del siglo xix:

SAUZAL. Lugar con ayuntamiento en la isla y diócesis de Tenerife (...); SITUADO en una altura sobre el mar que rodea su ribera, combatido generalmente por los vientos del NO y E; se padecen algunas pleuresias y calenturas biliosas. Tiene 221 CASAS; una iglesia parroquial de primer ascenso (San Pedro Apóstol) (...); un pósito sin fondos, cuyo edificio sirve de casa de ayuntamiento y de cárcel; no hay fuentes dentro del pueblo y se surten los vecinos de las que hay en el término de escelentes aguas. Confina el TÉRMINO por el N. con el mar; E. Tacoronte; S. con el de la Esperanza, y O. con el de la Matanza; hay en él varios pagos y haciendas, fertilizadas por algunos arroyos y varias fuentes; 3 ermitas de propiedad particular, dedicadas a Ntra. Sra. de los Ángeles, San Simón y San Nicolás; el TERRENO es de mediana calidad, en parte calizo y gredoso, y tiene poco monte con hayas, brezos y pinos. Los CAMINOS son comunales y se hallan en mal estado, y el CORREO se recibe de la estafeta de la Laguna. PRODUCCIÓN: trigo, cebada, papas, millo, habas, hortalizas y frutas; cría ganado vacuno, lanar, cabrío y de cerda; caza de conejos, perdices, codornices y palomas. POBLACIÓN: 215 vecinos, 936 almas...
Pascual Madoz, 1849.

El 31 de mayo de 1985 el Gobierno de Canarias le otorga al municipio el título de villa.

## Demografía
El Sauzal cuenta con una población de 9278 habitantes (INE 2024).
| Gráfica de evolución demográfica de El Sauzal entre 1842 y 2021 |
| |
| Población de derecho según los censos de población del INE Población de hecho según los censos de población del INEEn estos censos se denominaba Sauzal: 1842, 1857, 1860, 1877, 1887, 1897, 1900, 1910, 1920, 1930, 1940, 1950, 1960, 1970, 1981 y 1991 |

La población del municipio durante el siglo xx no ha tenido siempre el mismo ritmo. Comienza el siglo con 1 470 habitantes y lo termina con 8 606. En los primeros cincuenta años el aumento se realiza de forma suave. A partir de los años 50 el incremento se acelera cada vez más llegándose a los diez últimos años de la centuria, en los cuales el aumento ronda los 250 nuevos vecinos anuales. Esta avalancha de nueva población procede en su mayoría de la zona de Santa Cruz que busca vivir fuera de la ciudad y otro ambiente más sosegado.
Si se observan los datos referidos a la distribución de la población que están recopilados a partir de 1996, se puede observar que las áreas de crecimiento son las de por debajo de la autopista (El Casco, El Montillo, La Costa), zonas más intensamente edificadas. En La Costa se hallan las urbanizaciones de Los Naranjos, El Puertito, Los Ángeles y Primavera. Cerca del casco de El Sauzal, la urbanización La Baranda. Además, a lo largo de la Carretera General del Norte a su paso por el municipio hay un continuo de bloques de adosados de nueva construcción. La zona de Ravelo, al ser su suelo rústico dedicado en su mayor parte a la plantación de viña y papas, la convierte en un área poco edificada.
A 1 de enero de 2020 tenía un total de 8 940 habitantes, ocupando el 21.º puesto en número de habitantes de la isla de Tenerife y el 24.er de la provincia de Santa Cruz de Tenerife, así como el 47.º de la comunidad autónoma de Canarias.
La población relativa era de 488,26 hab./km², aunque este dato puede llevar a engaño ya que se utiliza toda la extensión del territorio sin descontar los lugares protegidos o aquellos que por su relieve no son aptos para edificar.
Por sexos contaba con 4 445 hombres y 4 495 mujeres.
Del análisis de la pirámide de población se deduce que:
- La población comprendida entre 0 y 14 años era el 13 % (1 164 personas) del total;
- la población entre 15 y 64 años se correspondía con el 71 % (6 355 pers.);
- y la población mayor de 65 años era el 16 % (1 421 pers.) restante.

En cuanto al lugar de nacimiento, el 85 % de los habitantes del municipio (7 574 personas) eran nacidos en Canarias, de los cuales el 49 % (3 687 pers.) había nacido en otro municipio de la isla, el 47 % (3 585 pers.) en el propio municipio y un 4 % (302 pers.) procedía de otra isla del archipiélago. El resto de la población la componía un 5 % (437 pers.) de nacidos en el resto de España y un 10 % (929 pers.) de nacidos en el Extranjero, sobre todo procedentes de Venezuela y Alemania.
| Entidad singular              | Habitantes |
| ----------------------------- | ---------- |
| El Sauzal (capital municipal) | 5 297      |
| Ravelo                        | 3 643      |
| Total                         | 8 940      |

## Administración y política

### Gobierno municipal
El municipio se rige por su Ayuntamiento, compuesto por trece concejales.
| Periodo   | Nombre                          | Partido | Partido                                      |
| --------- | ------------------------------- | ------- | -------------------------------------------- |
| 1979-1983 | Paulino Rivero Baute            |         | Unión de Centro Democrático (UCD)            |
| 1983-1991 | Paulino Rivero Baute            |         | Agrupación Tinerfeña de Independientes (ATI) |
| 1991-2007 | Paulino Rivero Baute            |         | Coalición Canaria (CC)                       |
| 2007-act. | Crispín Mariano Pérez Hernández |         | Coalición Canaria (CC)                       |

| Partido político | Partido político                                             | 1979   | 1983   | 1987   | 1991   | 1995   | 1999   | 2003   | 2007   | 2011   | 2015   | 2019   | 2023   |
| Partido político | Partido político                                             | Ediles | Ediles | Ediles | Ediles | Ediles | Ediles | Ediles | Ediles | Ediles | Ediles | Ediles | Ediles |
|                  | Agrupación Independiente de El Sauzal-Nueva Canarias (NC)    |        |        |        |        |        |        |        |        |        |        | 3      | 4      |
|                  | Agrupación Tinerfeña de Independientes (ATI)                 |        | 11     | 12     | 11     |        |        |        |        |        |        |        |        |
|                  | Centro Canario Nacionalista (CCN)                            |        |        |        |        |        |        |        | 2      | 0      |        |        |        |
|                  | Coalición Canaria (CC)                                       |        |        |        |        | 12     | 10     | 10     | 9      | 9      | 7      | 7      | 7      |
|                  | Izquierda Unida (España)-Los Verdes-Socialistas por Tenerife |        |        |        |        |        |        |        |        | 1      |        |        |        |
|                  | Alianza Popular (AP)-Partido Popular (PP)                    |        | 6      |        | 1      | 1      | 0      | 0      | 0      | 2      | 2      | 1      | 1      |
|                  | Partido Socialista Obrero Español (PSOE)                     | 3      | 1      | 1      | 1      | 0      | 3      | 3      | 2      | 1      | 2      | 1      | 1      |
|                  | Unid@s Se Puede El Sauzal                                    |        |        |        |        |        |        |        |        |        | 2      | 1      |        |
|                  | Unión de Centro Democrático (UCD)                            | 5      |        |        |        |        |        |        |        |        |        |        |        |
|                  | Unión del Pueblo Canario (UPC)                               |        | 1      |        |        |        |        |        |        |        |        |        |        |

### Organización territorial
El término municipal se encuentra incluido en su mayor parte en la Comarca de Acentejo, perteneciendo su superficie inmersa en el [pPaisaje Protegido de Las Lagunetas]] a la Comarca del Macizo Central. El Sauzal también forma parte de la Mancomunidad del Nordeste de Tenerife.
El municipio se encuentra dividido en dos entidades singulares de población, a su vez divididas en otros núcleos de menor entidad:
| Entidad singular              | Núcleos                                | Superficie (km²) |
| ----------------------------- | -------------------------------------- | ---------------- |
| El Sauzal (capital municipal) | El Sauzal (casco) El Montillo La Costa | 4,95             |
| Ravelo                        | Ravelo Alto Ravelo Bajo                | 13,36            |
|                               | Total                                  | 18,31            |

## Servicios

### Transporte

#### Carreteras
Al municipio se accede principalmente por la Autopista del Norte TF-5.

#### Transporte público
El Sauzal cuenta con varias paradas de taxi, tanto en el casco como en Ravelo.
Los servicios de transporte regular en autobús —guagua— los cubre la empresa Transportes Interurbanos de Tenerife, S.A.U. TITSA, mediante las siguientes líneas:
| Línea | Trayecto                                                | Recorrido     |
| ----- | ------------------------------------------------------- | ------------- |
| 011   | La Laguna - El Sauzal (por C/ El Calvario de Tacoronte) | Horario/Línea |
| 012   | La Laguna - El Sauzal (por zona centro de Tacoronte)    | Horario/Línea |
| 054   | La Laguna - Ravelo (por Agua García)                    | Horario/Línea |
| 101   | La Laguna - La Orotava                                  | Horario/Línea |
| 104   | Santa Cruz - Puerto de la Cruz (por Tacoronte)          | Horario/Línea |

#### Caminos
En el municipio se encuentran tramos de varios caminos homologados en la Red de Senderos de Tenerife:
- GR-131 Anaga - Chasna
- PR-TF 25 Las Raíces - Acentejo

## Cultura

### Patrimonio
Las calles del casco urbano son ejemplo de la arquitectura tradicional canaria. La iglesia de San Pedro Apóstol y la ermita de Los Ángeles, ambas del siglo xvi y Bien de Interés Cultural la primera, son dos de los monumentos significativos del municipio.
- Ayuntamiento de El Sauzal
- Iglesia de San Pedro Apóstol (BIC)
- Ermita de Nuestra Señora de los Ángeles y del Mar
- Museos de la Miel, del Vino, de la Lucha Canaria y de la Sierva de Dios
- Parques de Los Lavaderos y La Garañona
- Mercado de El Sauzal
- Pensión Balcón del Mar
- Casa rural Las Riquelas
- Miradores de Las Breñas, El Casco y La Garañona
- Zonas Recreativas de Las Calderetas y Fuente Fría
- Sendero Las Breñas
- Paseo Litoral Costa de Acentejo
- Playa de La Garañona

#### Casa del vino
La casa del vino y de la miel de Tenerife es una instalación cultural y hostelera situada en El Sauzal. Se ubica en la hacienda San Simón, una típica hacienda canaria del siglo XVII, en la que se han conservado diversos elementos originales que facilitan la comprensión etnográfica de la isla. Está impulsada por el Cabildo de Tenerife y la Fundación Tenerife Rural.
Las instalaciones están conformadas por tres salas de exposiciones fijas; la principal, ubicada en la antigua bodega de la hacienda, está dedicada a la explotación y cultura vinícola de la isla. En ella se recoge la historia de los vinos elaborados en Tenerife desde la conquista española hasta la actualidad. La Casa de la Miel es la otra exposición relevante de la instalación, en ella se recoge todo lo relacionado con la explotación apícula en Tenerife. Bajo el título de Tenerife, Isla de la Agrodiversidad se mantiene la tercera exposición permanente que hace hincapié en diversidad agraria que se mantiene en la isla. Las exposiciones fijas se completan con sendos jardines, uno de viñas y otro de plantas autóctonas, una biblioteca especializada que ocupa la antigua capilla de la hacienda, sala de degustación y vinoteca y sala de exposiciones. La parte hostelera está formada por un restaurante especializado en cocina canaria y una tasca típica.

### Fiestas
En el municipio se realizan a lo largo del año diversas festividades, siendo los días festivos locales el Martes de Carnaval y el 29 de junio, día de San Pedro Apóstol.
Entre las fiestas de El Sauzal destacan:
| Fecha                                  | Celebración          | Lugar                          | Actos destacados                                                      |
| -------------------------------------- | -------------------- | ------------------------------ | --------------------------------------------------------------------- |
| 5 de enero                             | Reyes                | El Sauzal (casco)              | Cabalgata                                                             |
| 3 de mayo                              | La Cruz              | Distintos puntos del municipio | Engalane de cruces                                                    |
| Dependiendo del calendario de Cuaresma | Corpus Christi       | El Sauzal (casco)              |                                                                       |
| Últimas dos semanas de junio           | San Pedro Apóstol    | El Sauzal (casco)              |                                                                       |
| 2.ª y 3.ª semanas de julio             | Santa Cruz de Ravelo | Ravelo                         | Gala de elección de la Reina, festival folclórico, carros engalanados |
| septiembre                             | San Nicolás          | San Nicolás                    | Bendición de los panes y «quema del haragán»                          |

### Deporte
Los sauzaleros desde siempre les ha gustado la práctica de algún deporte. En un principio fue la lucha canaria con el equipo del Rápido de Ravelo creado antes de los años 1950. A mediados de los sesenta nacen El Calvario y El Montañeta en la misma disciplina. En el año 1971 aparece el Club Deportivo Sauzal. 
El nacimiento y la gestión de estos equipos fue fruto de la iniciativa popular, no contaban con el respaldo de ninguna institución. Poco a poco la situación cambia, Ayuntamiento y Cabildo prestan su colaboración gracias a lo cual los equipos mejoran sus infraestructuras, aparecen nuevas disciplinas deportivas, unas veces promovidas desde el ámbito escolar y otras desde las instituciones. En la actualidad se recogen los frutos de una iniciativa del año 1991 fecha del comienzo de La Campaña de Promoción Deportiva en un principio apoyada desde la Dirección General de Deportes del Gobierno Autónomo de Canarias. 
Las infraestructuras deportivas del municipio se inician en 1976 con el polideportivo del Casco. Aquí se celebra anualmente por las fiestas en honor a San Pedro el torneo de fútbol-sala de El Sauzal. La segunda obra fue el campo de las Breñas, inaugurado en 1983 como sede del Club Deportivo Sauzal. Por la misma época se inauguran los dos terreros de lucha canaria cubiertos de Tenerife, uno en El Calvario en 1981 y otro en Ravelo en 1983. Otra obra importante inaugurada en 1992 es el complejo deportivo de Ravelo, que cuenta con tres pistas deportivas y un campo de fútbol con una grada cubierta. El complejo deportivo del Sauzal ubicado en el barrio de El Calvario, es otra infraestructura relevante. Para un futuro próximo se tiene previsto la construcción de un pabellón cubierto para 400 espectadores que dispondrá de pista multifuncional para la práctica de varios deportes. Otra infraestructura se localizará junto a la anterior y al campo de fútbol de Ravelo, y constará de una pista de atletismo con una cuerda de 250 m y seis calles. Esta obra será ejecutada dentro del Plan Insular de Atletismo puesto en marcha por el Cabildo de Tenerife.

### Religión
La población creyente del municipio profesa principalmente la religión católica, estando repartida la feligresía en dos parroquias —la matriz de San Pedro Apóstol y la de la Santa Cruz— pertenecientes al arciprestazgo de Tacoronte de la diócesis de Tenerife.
En el municipio se encuentra también un monasterio de las Carmelitas Descalzas.
El Sauzal se encuentra bajo el patronazgo religioso tanto de San Pedro Apóstol como de la Virgen de los Ángeles.